# HD 1032
HD 1032，又名CP-85 2，SAO 258217、HR 47，是一颗恒星，视星等为5.77，位于銀經303.91，銀緯-32.06，其B1900.0坐标为赤經0h 9m 32.1s，赤緯-85° -32.06′ 2″。